# Tenczyn
Tenczyn is een plaats in het Poolse district Myślenicki, woiwodschap Klein-Polen. De plaats maakt deel uit van de gemeente Lubień en telt 1900 inwoners.